# Feldkirch (district)
Het politieke district Bezirk Feldkirch in de Oostenrijkse deelstaat Vorarlberg bestaat uit een aantal gemeenten en één stad.

## Onderverdeling
| Steden 1. Feldkirch (31.131) Marktgemeinden 1. Rankweil (11.671) 2. Frastanz (6214) 3. Götzis (10.443) | Gemeinden 1. Altach (5704) 2. Düns (385) 3. Dünserberg (147) 4. Fraxern (674) 5. Göfis (2862) 6. Klaus (2792) 7. Koblach (3797) 8. Laterns (734) 9. Mäder (3142) 10. Meiningen (1872) 11. Röns (289) 12. Röthis (1997) 13. Satteins (2435) 14. Schlins (2043) 15. Schnifis (706) 16. Sulz (2189) 17. Übersaxen (567) 18. Viktorsberg (378) 19. Weiler (1748) 20. Zwischenwasser (3050) |